# Theta Arietis
Theta Arietis (θ Ari, θ Arietis) är Bayerbeteckning för en stjärna nära mitten av stjärnbilden Väduren. Det är svagt synlig för blotta ögat med en skenbar magnitud på 5,58. Baserat på en årlig parallaxförskjutning på 7,29 mas, befinner sig denna stjärna på ett beräknat avstånd av ungefär 450 ljusår (140 parsek) från solen.

## Egenskaper
Theta Arietis är en vit stjärna i huvudserien av typ A med spektralklass A1 Vn. Den roterar i snabb takt, som framgår av den beräknade rotationshastigheten på 186 km/s. Detta orsakar det oklara utseendet hos absorptionslinjerna som indikeras av "n"-suffixet i klassificeringen.